# Ercole l'invincibile
Ercole l'invincibile (Engelse titel: The Sons of Hercules: Land of Darkness) is een Italiaanse avonturenfilm uit 1963. De film is een van de vele Italiaanse films over de Griekse mythologie. In tegenstelling tot de meeste films, die onder de titel "Maciste" zijn opgenomen, gaat deze film over het personage Hercules (Ercole).
De film is in Amerika uitgebracht onder de titel The Sons of Hercules: Land of Darkness. Deze versie bevindt zich in het publiek domein.

## Rolverdeling
| Acteur            | Personage        |
| ----------------- | ---------------- |
| Dan Vadis         | Ercole           |
| Spela Rozin       | Telca            |
| Carla Calò        | Ella             |
| Ken Clark         | Kabol            |
| Jon Simons        | Babar            |
| Eric Schenk       | Jerckules        |
| Jannette Barton   | Etel             |
| Ugo Sasso         | King Tedaeo      |
| Howard Ross       | Telca's broer    |
| Olga Solbelli     | orakel           |
| Alberto Cevenini  | wachtkapitein    |
| Tricia Pettitt    | Hoofd van slaven |
| Rosemarie Lindt   | Slavin           |
| Kriss Moss        | wachter          |
| Jannette Le Roy   | Slavin           |
| Sara Laurier      | Slavin           |
| Christine Mathius | Slavin           |
| Matt Malinowski   | Slaaf            |